# John Kenneth Doherty
John Kenneth Doherty (Estados Unidos, 16 de mayo de 1905-19 de abril de 1996) fue un atleta estadounidense, especialista en la prueba de decatlón en la que llegó a ser medallista de bronce olímpico en 1928.

## Carrera deportiva
En los JJ. OO. de Ámsterdam 1928 ganó la medalla de bronce en la competición de decatlón, consiguiendo 7706 puntos, tras los finlandeses Paavo Yrjola (oro y récord olímpico con 8053 puntos) y Akilles Jarvinen (plata).